# Norbanus pisius
Norbanus pisius är en stekelart som beskrevs av Walker 1843. Norbanus pisius ingår i släktet Norbanus och familjen puppglanssteklar. Inga underarter finns listade i Catalogue of Life.